# Fujita Toshiya
Fujita Toshiya (藤田 俊哉 sinh ngày 4 tháng 10 năm 1971) là một cựu cầu thủ bóng đá Nhật Bản. Anh hiện là Trưởng ban phát triển bóng đá khu vực châu Á của Leeds United.
Là một tiền vệ, Fujita thi đấu cho Júbilo Iwata, Utrecht, Nagoya Grampus, Roasso Kumamoto và JEF United Ichihara Chiba. Anh có 24 khoác áo đội tuyển Nhật Bản từ 1995 tới 2005. Anh giành năm danh hiệu lớn khi còn thi đấu cho Júbilo.

## Thống kê sự nghiệp
| Đội tuyển bóng đá Nhật Bản | Đội tuyển bóng đá Nhật Bản | Đội tuyển bóng đá Nhật Bản |
| Năm                        | Trận                       | Bàn                        |
| -------------------------- | -------------------------- | -------------------------- |
| 1995                       | 6                          | 2                          |
| 1996                       | 0                          | 0                          |
| 1997                       | 0                          | 0                          |
| 1998                       | 0                          | 0                          |
| 1999                       | 4                          | 0                          |
| 2000                       | 0                          | 0                          |
| 2001                       | 0                          | 0                          |
| 2002                       | 0                          | 0                          |
| 2003                       | 3                          | 0                          |
| 2004                       | 10                         | 1                          |
| 2005                       | 1                          | 0                          |
| Tổng cộng                  | 24                         | 3                          |